# リック・ベイカー
リック・ベイカー（Richard A. "Rick" Baker, 1950年12月8日 - ）は、アメリカ合衆国の特殊メイクアーティスト。ニューヨーク州ビンガムトン出身。

## 経歴
特殊メイクアーティストディック・スミスに弟子入りし、『エクソシスト』などに参加。
『2001年宇宙の旅』で特殊メイクを担当したスチュアート・フリーボーンとともに1977年の『スター・ウォーズ』でエイリアンマスクの製作を手がける。
1982年の第54回アカデミー賞で新設されたアカデミーメイクアップ賞を『狼男アメリカン』で受賞し初代受賞者となった。以来、メイクアップ賞を計7回受賞している（その他、メイクアップ賞ノミネート3回、視覚効果賞ノミネート1回）。『狼男アメリカン』や『ウルフマン』（現時点での最後のメイクアップ賞受賞）では、狼男の特殊メイクが高い評価を得た。
1981年に特殊効果を手がける「シノベーション・スタジオ」を創設。マイケル・ジャクソンの『スリラー』のミュージック・ビデオで特殊メイクを手がけたことでも知られる。
2015年、南カリフォルニア公共ラジオ「89.3 KPCC」において、映画業界からの引退を表明。

## 参加作品
※太字がアカデミーメイクアップ賞受賞作
- シュロック Schlock （1971）
- 吸盤男オクトマン Octaman（1971）
- Mr.オセロマン/2つの顔を持つ男 The Thing with Two Heads （1972）
- Live and Let Die （1973）
- ミス・ジェーン・ピットマン物語 The Autobiography of Miss Jane Pittman （1974）
- 悪魔の赤ちゃん It's Alive （1974）
- デス・レース2000年 Death Race 2000 （1975）
- スクワーム Squirm （1976）
- キングコング King Kong （1976） ※キングコング・スーツアクター ノンクレジット
- ムーン・ビースト Track of the Moon Beast （1976）
- ゼブラ軍団 Zebra Force  （1976）
- 巨大生物の島 The Food of the Gods （1976）
- 溶解人間 Incredible Melting Man （1977）
- スター・ウォーズ Star Wars （1977）
- フューリー The Fury （1978）
- 悪魔の赤ちゃん2 It Lives Again (1978）
- アメリカン・クリスマス キャロル An American Christmas Carol  （1979）
- タニアズ・アイランド Tanya's Island (1980）
- ハウリング The Howling （1980）※ 特殊メイクはロブ・ボッティンが担当。
- 狼男アメリカン　An American Werewolf in London （1981)
- 縮みゆく女 The lncredible Shrinking Woman（1981）
- ファンハウス/惨劇の館 The FunHouse（1981）
- ヴィデオドローム Videodrome （1982）
- グレイストーク -類人猿の王者- ターザンの伝説 Greystoke: The Legend of Tarzan, Lord of the Apes （1984）
- ラットボーイ Ratboy（1986）
- 悪魔の赤ちゃん3/禁断の島 It's Alive3 Island of the Alive（1986）
- マックス、モン・アムール （1986）
- ハリーとヘンダスン一家 Harry and the Hendersons （1987）
- 星の王子 ニューヨークへ行く Coming to America （1988）
- 愛は霧のかなたに Gorillas in the Mist: The Story of Dian Fossey （1988）
- ムーンウォーカー Moonwalker (1989)
- グレムリン2 新・種・誕・生 Gremlins 2 The New Batch （1990）
- ロケッティア The Rocketeer （1991)
- ウルフ Wolf （1994）
- エド・ウッド Ed Wood (1994）
- バットマン・フォーエバー Batman Forever （1995）
- ナッティ・プロフェッサー クランプ教授の場合 The Nutty Professor （1996）
- さまよう魂たち The Frighteners （1996）
- エスケープ・フロム・L.A. Escape from L.A. （1996）
- シークレット/嵐の夜に A Thousand Acres （1997）
- メン・イン・ブラック Men in Black （1997）エイリアン「バグ」に身体を二つにへし折られたカフェの店員役で「出演」。
- マイティ・ジョー Mighty Joe Young （1998）
- ワイルド・ワイルド・ウエスト Wild Wild West （1999）
- エディ&マーティンの逃走人生 Life （1999）
- グリンチ How the Grinch Stole Christmas （2000）
- PLANET OF THE APES/猿の惑星 Planet of the Apes （2001）
- メン・イン・ブラック2 Men in Black II （2002）異星人の入国（星）審査官役で出演。
- ザ・リング The Ring （2002）
- ホーンテッドマンション The Haunted Mansion （2003）
- ヘルボーイ Hellboy （2004）
- ウェス・クレイヴン's カースド Cursed （2005）
- ザ・リング2 The Ring Two （2005）
- キング・コング King Kong （2005）複葉機のパイロット役で出演。
- もしも昨日が選べたら Click （2006）
- X-MEN:ファイナル ディシジョン X-Men: The Last Stand （2006）
- マッド・ファット・ワイフ Norbit （2007）
- 魔法にかけられて Enchanted （2007）
- ウルフマン The Wolfman （2010）
- メン・イン・ブラック3 Men in Black III （2012）
- マレフィセント（2014）